# Resolutie 1317 Veiligheidsraad Verenigde Naties
Resolutie 1317 van de Veiligheidsraad van de Verenigde Naties werd unaniem door de VN-Veiligheidsraad aangenomen op 5 september 2000.

## Achtergrond
In Sierra Leone waren al jarenlang etnische spanningen tussen verschillende bevolkingsgroepen. In 1978 werd het een eenpartijstaat met een regering die gekenmerkt werd door corruptie en wanbeheer van onder meer de belangrijke diamantmijnen. Intussen was in buurland Liberia al een bloedige burgeroorlog aan de gang, en in 1991 braken ook in Sierra Leone vijandelijkheden uit. In de volgende jaren kwamen twee junta's aan de macht, waarvan vooral de laatste een schrikbewind voerde. Zij werden eind 1998 met behulp van buitenlandse troepen verjaagd, maar begonnen begin 1999 een terreurcampagne. In 2002 legden ze de wapens neer.

## Inhoud
De Veiligheidsraad:
- Herinnert aan de resoluties 1270, 1289 en 1313.

1. Besluit het mandaat van de VN-Missie in Sierra Leone te verlengen tot 20 september.
2. Besluit actief op de hoogte te blijven.

## Verwante resoluties
- Resolutie 1313 Veiligheidsraad Verenigde Naties
- Resolutie 1315 Veiligheidsraad Verenigde Naties
- Resolutie 1321 Veiligheidsraad Verenigde Naties
- Resolutie 1334 Veiligheidsraad Verenigde Naties

Lijst ·  1285 ·  1286 ·  1287 ·  1288 ·  1289 ·  1290 ·  1291 ·  1292 ·  1293 ·  1294 ·  1295 ·  1296 ·  1297 ·  1298 ·  1299 ·  1300 ·  1301 ·  1302 ·  1303 ·  1304 ·  1305 ·  1306 ·  1307 ·  1308 ·  1309 ·  1310 ·  1311 ·  1312 ·  1313 ·  1314 ·  1315 ·  1316 ·  1317 ·  1318 ·  1319 ·  1320 ·  1321 ·  1322 ·  1323 ·  1324 ·  1325 ·  1326 ·  1327 ·  1328 ·  1329 ·  1330 ·  1331 ·  1332 ·  1333 ·  1334